# Lucey (Savoie)
Lucey település Franciaországban, Savoie megyében. Lakosainak száma 290 fő (2022. január 1.). Lucey Cressin-Rochefort, Massignieu-de-Rives, Chanaz, Jongieux, Ontex és Saint-Pierre-de-Curtille községekkel határos.

## Népesség
A település népességének változása:
| Lakosok száma | 295  | 317  | 328  | 318  | 311  | 305  | 298  | 295  | 290  |
|               | 2013 | 2015 | 2016 | 2017 | 2018 | 2019 | 2020 | 2021 | 2022 |